# El test
El test es una película española cómica escrita por Jordi Vallejo que adapta su propia obra de teatro homónima. La adaptación está dirigida por Dani de la Orden producida por Atresmedia Cine en compañía de Warner Bros. Está protagonizada por Miren Ibarguren, Carlos Santos, Alberto San Juan y Blanca Suárez. Su estreno estaba previsto para el 13 de mayo de 2022. Sin embargo, debido a la acumulación de estrenos, se aplazó su estreno al 2 de septiembre de 2022.

## Sinopsis
Héctor (Carlos Santos) y Paula (Miren Ibarguren), un matrimonio con serios problemas económicos, serán puestos a prueba por Toni (Alberto San Juan), su amigo rico de la universidad; pero primero deben ponerse de acuerdo sobre su elección. Héctor quiere 100.000€ para intentar renovar su bar poco rentable y convertirlo en negocio de éxito, pero Paula prefiere esperar diez años a un gran premio de 1.000.000€. Lo que empieza como un mero juego y una suposición, pronto irá revelando las verdaderas personalidades y los pensamientos más profundos de los protagonistas. Esto les hará poner un precio a sus principios e incluso a tomar decisiones que pueden cambiar sus vidas.

## Reparto
- Miren Ibarguren como Paula
- Carlos Santos como Héctor
- Alberto San Juan como Toni
- Blanca Suárez como Berta
- Antonio Resines como Paco
- Luna Fulgencio como Inés